# Mia Stryhn
Mia Stryhn Clausen er en tidligere dansk atlet medlem af Sakskøbing Atletikklub som 1962 satte dansk rekord på 400 meter med 57,6 og dansk mester samme år med tiden 58,7. Hun vandt 39 Lolland-Falster mesterskaber og var på landsholdet fem gange.

## Personlige rekorder
- 200 meter: 25,4 1962
- 400 meter: 57,6 1962

## Danske mesterskaber
- Guld 1962 400 meter 58,7